# Финкельштейн, Исраэль
Исраэль Финкельштейн (англ. Israel Finkelstein, ивр. ישראל פינקלשטיין‎, род. 29 марта 1949 года) — израильский археолог, член Израильской академии наук, профессор археологии в Тель-Авивском университете. Специализируется на археологии Израиля и его окрестностей в эпоху бронзового и железного века, совмещая методы точных наук в археологии и библейской истории.
В 2005 году он был удостоен Премии Дэна Дэвида за радикальный пересмотр истории Израиля в XIII—X веках до нашей эры. В 2009 году был награждён французским Орденом Искусств и литературы, а в 2010 году получил докторскую степень Honoris causa в Университете Лозанны.
Финкельштейн является соавтором (с Нилом Ашером Сильберманом) бестселлеров: «Раскопанная Библия. Новый взгляд археологии на древний Израиль и происхождение его священных текстов»(2001) и «Давид и Соломон: В поисках священных королей Библии и корни западной традиции (2006)».

## Биография

### Семья
Исраэль Финкельштейн родился 29 марта 1949 года в Тель-Авиве. Его родителями были Цви (Гриша) Финкельштейн (род. 1908) и Мириам Финкельштейн (девичья фамилия Элленхорн, 1910 года рождения). Финкельштейн женат на Жоэле, отец двух дочерей — Адар (1992 года рождения) и Сара (1996 года рождения).

### Образование
Исраэль Финкельштейн посещал начальную школу PICA (1956—1963) и среднюю школу Ахад-ха-Ам (1963—1967). Затем он служил в АОИ (1967—1970 годы). Он изучал археологию и ближневосточные цивилизации, а также географию в Тель-Авивском университете, получив степень бакалавра в 1974 году. В то время как Финкельштейн был учеником профессора Йоханана Ахарони, он продолжал работать студентом-исследователем под руководством профессора Моше Кохави, получив степень магистра в 1978 году.

## Академическая карьера
В 1979—1981 гг. год работал ассистентом кафедры археологии и востоковедения в Тель-Авивском университете. С 1976 по 1990 год работал на факультете земельных исследований Университета Бар-Илан. В 1987 году стал доцентом кафедры ближневосточных языков и цивилизаций Чикагского университета. С 1990 года является профессором кафедры археологии и Ближнего Востока Тель-Авивского университета.
С 1994 по 1998 год Финкельштейн был председателем Департамента археологии и ближневосточных исследований. С 1996 по 2003 год работал директором Института археологии Sonia and Marco Nadler. В 1998—1999 гг. Финкельштейн был приглашенным учёным в Центре рекреационной археологии «Ориенталь» и «Эколе Прати де Висенте Этудес» в Сорбонне, Париж.
Финкельштейн прочитал серию лекций по истории и археологии Древнего Израиля в Техасском христианском университете (2002 г.); университете Буэнос-Айреса (2011 г.); Коллеж де Франс в Париже (2012 г.) и Методистском университете Сан-Паулу (2015 г.).

## Археологические полевые работы

### Завершенные раскопки
- 1971: Раскопки в Тель-Беэр-Шеве, под руководством профессора Иоханана Ахарони
- 1972—1974: Археологические исследования на Синае под руководством З. Мешеля[11]
- 1973—1979 годы: полевой супервайзер, раскопки Тель-Афек, под руководством проф.Моше Кохави[англ.]
- 1976—1978 годы: полевой директор, раскопки Избета Сарты[фр.], под руководством проф. Моше Кохави[англ.][10]
- 1976—1978: Директор археологического исследования византийских монашеских останков в Южном Синае
- 1977: Директор раскопок на насыпи древнего Бене-Бэрака
- 1979—1980 гг.: Содиректор раскопок в Тель-Айре (с проф. I. Бейт-Арье)
- 1980—1987 годы: Управляющий исследованием Южной Самарии
- 1981—1984 годы: Директор раскопок в Силоме[12]
- 1985—1986 годы: Директор раскопок в Хирбет Эд-Доувара
- 1987: Директор раскопок Dhahr Mirzbaneh
- 1995, 1999: Содиректор, региональный обзор Мегиддо (с профессором Б. Гальперномом) Раскопки в Атар Haroa и Нахаль Бокер (IA), Эль — Mustayer (Byz-АДР), и Mashabe В Ziq (IBA)
- 2009—2014: Различные мелкие полевые работы, связанные с проектом Европейского исследовательского совета под названием «Воссоздание Ancient (библейского) Израиля: Точная и перспективная наука».

### Текущие раскопки
С 1994 года по настоящее время Финкельштейн является содиректором раскопки Мегиддо (1994—2012 годы с Давидом Усишкиным, с 2014 года с Мэтью Дж. Адамсом и Марио А. С. Мартин). Мегиддо считается одним из самых важных мест бронзового и железного века в Леванте. Для результатов см .: И. Финкельштейн, Д. Усишкин и Б. Хальперн (ред.), Мегиддо III: Сезоны 1992—1996 годов (Серия монографий Института археологии Тель-Авивского университета 18). Тель-Авив 2000. И. Финкельштейн, Д. Усишкин и Б. Хальперн (ред.), Мегиддо IV И. В.: Сезоны 1998—2002 гг. (Серия монографий Института археологии Тель-Авивского университета, 24), Тель-Авив, 2006. И. Финкельштейн, D. Ussishkin и EH Cline (редакторы), Мегиддо V: Сезоны 2004—2008 годов (Серия монографий Института археологии Тель-Авивского университета, 31), озеро Вайнона, 2013 год. I. Финкельштейн, MAS Martin и MJ Adams (ред.), Мегиддо VI.
С 2006 года по настоящее время является содиректором раскопок в районах железного века Атар-Хароа и Нахал Бокер, а также места промежуточного бронзового века Машабе Саде и Эн Зик (с Рут Шаак-Гросс). Для результатов см .: Р. Шаак-Гросс и И. Финкельштейн, Расчетные колебания в Негевском нагорье. Реализован: влияние микроархеологических методов, радиоуглерод 57/2 (2015), стр. 253—264.
В 2017 году являлся содиректором раскопки семьи Шмунис в Кирьят-Йеарим — ключевой библейский участок в горной местности к западу от Иерусалима, связанный с повествованием о Ковчеге в Книге Самуила (с Кристофом Николь и Томасом Рёмером, Колледж де Франция).

## Другие исследовательские проекты

### Завершенные исследовательские проекты
- 1997—2002: Петрографическое исследование табличек Амарны (с Ювалем Гореном и Надавом Нааманом). Для получения результатов см .: Y. Goren, I. Finkelstein и N. Na’aman, Inscribed in Clay: Происхождение исследований Амарнских писем и других древних ближневосточных текстов (Серия монографий Института археологии Тель-Авивского университета, 23), Тел. Авив 2004[20].
- 2009—2014: главный исследователь проекта финансируемого Европейским исследовательским советом «Реконструкция древнего Израиля: перспективы точного и биологического наук» (со Стивом Вайнером, Институтом наук Вейцмана, содокладчиком)[21]. Проект был организован на основе анализа 10-ти инструментов: радиоуглеродное датирование, древняя ДНК, геоархеология, палеоклимат, петрография, металлургия, математика, продвинутая визуализация остраки, анализ остатков и палеозоология. В проекте участвовало более 40 учёных, продвинутых студентов и постдокторов. Образцы были взяты с большого количества участков в Израиле и Греции. Для результатов см .: И. Финкельштейн, С. Вайнер и Э. Боаретто (ред.), «Реконструкция древнего Израиля: перспективы точной и биологической науки», специальный выпуск «Радиоуглерод» (57/2), 2015 г., со списком всех публикаций до 2015 года.

### Текущие исследовательские проекты
- Древняя ДНК, животные и люди (с 2009 года), с Мейравом Мейри (Тель-Авивский университет); текущее сотрудничество с Джозефом Мараном и Филиппом Стокхаммером (Университеты Гейдельберга и Мюнхена), Лиран Кармель (Еврейский университет) и Дэвид Рейх (Гарвардский университет).
- Палеоклимат Леванта (с 2009 года), с Дафна Ланггутом (Тель-Авивский университет) и Томасом Литтом (Университет Бонна)[22].
- Иерусалимские продовольствия (2014 год), с Лидар Сапир-Хен (Тель-Авивский университет).
- Археологические и исторические реалии Пятикнижия (2016 год) с Конрадом Шмидом (Цюрихский университет), Томасом Рёмером и Кристофом Ниханом (Университет Лозанны) и Одедом Липшицем (Тель-Авивский университет)[23].
- Территориальная принадлежность Хирбет Кейафа (c Александром Фанталкином)[24].

## Опубликованные работы по археологии Израиля

### Книги
- Синай в древности: исследования в истории и археологии полуострова, Тель-Авив 1980 (ред., с Зеевом Мешелем)
- Археология израильского поселения, Иерусалим 1988, ISBN 965-221-007-2
- Археологический обзор холма Страна Бенджамина, Иерусалим 1993, ISBN 965-406-007-8 (с Ицхаком Магеном)
- От номадизма до монархии: археологические и исторические аспекты раннего Израиля, Иерусалим 1994, ISBN 965-217-117-4 (с Надавом Нааманом)
- Жизнь на острие: археология и история Негева, Синая и соседних регионов в эпоху бронзы и железа, Шеффилд 1995, ISBN 1-85075-555-8
- И. Финкельштейн, Н. Сильберман. Раскопанная Библия. Новый взгляд археологии на древний Израиль и происхождение его священных текстов = The Bible Unearthed: Archaeology's New Vision of Ancient Isreal and the Origin of Sacred Texts. — Нью-Йорк: Simon and Schuster, 2001. — 400 с. — ISBN 0-7432-2338-1.
- И. Финкельштейн, Н. Сильберман. Давид и Соломон: в поисках святых царей Библии и корней западной традиции = David and Solomon: In Search of the Bible's Sacred Kings and the Roots of the Western Tradition. — Нью-Йорк: Simon and Schuster, 2006. — 352 с. — ISBN 0-7432-4363-3.
- И. Финкельштейн, А. Мазар. Поиски исторического Израиля: археология и история раннего Израиля = The Quest for the Historical Israel: Debating Archaeology and the History of Early Israel. — Атланта: Society of Biblical Literature, 2007. — 220 с. — ISBN 978-1-58983-277-0.
- Un archéologue au pays de la Bible, Париж 2008, ISBN 978-2-227-47521-2
- Забытое королевство: археология и история северного Израиля, Атланта 2013, ISBN 978-1-58983-910-6. Перевод на четыре языка.
- Хасмонеевские реалии за Ездрой, Неемией и Хрониками, Атланта 2018.

### Статьи
400 научных статей, треть из которых опубликована на сайте telaviv.academia.edu

## Награды и премии
- Избран в качестве одного из самых влиятельных исследователей в истории археологии в Леванте (1993)[1].
- В 2005 г. был удостоен Премией Дэна Дэвида в номинации «Прошлое»[25].
- В 2009 году был награждён Орденом Искусств и литературы[4].
- Докторантура honoris causa, Лозаннский университет, 2010.
- Иностранный корреспондент Французской академии надписей и беллетристик, 2014[26][27].
- Грант (главный исследователь) на 4 миллиона долларов от Европейского исследовательского совета Advanced Grant (4 миллиона долларов, 2009—2014 год) за титульный проект: «Реконструкция древнего (библейского) Израиля: перспектива точных и биологического наук»[21].
- Грант (в качестве сотрудника) от Швейцарского национального научного фонда (около 1,75 миллиона долларов США, 2015 год) для проекта под названием «История Пятикнижия: объединение литературных и археологических подходов» (с Конрадом Шмидом, Томасом Рёмером, Кристофом Ниханом и Одедом Липшицем)[28][29].

## Научный вклад

### Появление древнего Израиля
Финкельштейн, впервые, на основе археологических данных, продемонстрировал, что было 3 волны заселения в высокогорье Ханаана. Каждая последующая волна заселения: выбор определённых мест заселения, типы строений поселений, — была схожа с предыдущей волной. Последняя волна заселения относится к израильтянам.
| ПЕРИОД                      | ДАТИРОВКА                | ВОЛНЫ ЗАСЕЛЕНИЯ                                                                    |
| --------------------------- | ------------------------ | ---------------------------------------------------------------------------------- |
| Ранний бронзовый век        | 3500 — 2200 гг. до н. э. | Первая волна заселения; зарегистрировано около 100 селений                         |
| Промежуточный бронзовый век | 2200 — 2000 гг. до н. э. | Кризис поселений; большинство селений запущены                                     |
| Средний бронзовый век       | 2000 — 1550 гг. до н. э. | Вторая волна заселения; зарегистрировано около 220 селений                         |
| Поздний бронзовый век       | 1550 — 1150 гг. до н. э. | Кризис поселений; зарегистрировано только около 25 селений                         |
| Первый железный век         | 1150 — 900 гг. до н. э.  | Третья волна заселения; зарегистрировано около 250 селений                         |
| Второй железный век         | 900 — 586 гг. до н. э.   | Система заселения развивается и достигает более 500 селений (восьмой век до н. э.) |

Финкельштейн рассматривает библейские рассказы о еврейских патриархах, об исходе евреев из Египта, о Моисее, и об израильском завоевании Ханаана, как мифы, как идеологический манифест авторов Второзакония, выдуманные жрецами левитами при иерусалимском царе Иосии в Иудее, в конце VII века до нашей эры, а не как реальные исторические события конца бронзового века.
Финкельштейн считает что археологические исследования не подтверждают библейские рассказы о еврейских патриархах, об исходе евреев из Египта, о еврейском завоевании Ханаана, и свидетельствуют, что израильтяне были коренными жителями Ханаана..
Израильтяне были автохтонным населением Ханаана, вероятно, кочевниками-скотоводами, которые из-за нехватки зерна для своего скота, были вынуждены осесть на нагорье; в результате коллапса Бронзового века около 1200 года до нашей эры. Они были вынуждены изменить свой полукочевой образ жизни и перейти к оседлому образу жизни; таким образом, появление древнего Израиля было следствием крушения ханаанской культуры конца бронзового века.

### Археология и история Иерусалима
На основе археологических исследований Финкельштейна, историю Иерусалима в библейские времена следует рассматривать в терминах трёх основных этапов:
- До IX века до нашей эры Иерусалим был ограничен холмом на Храмовой горе и управлял скромным районом в южной возвышенности.
- Первое расширение Иерусалима произошло в IX веке до нашей эры, возможно, во второй половине, когда город значительно вырос в южном направлении.
- Самый впечатляющий этап в истории поселений в Иерусалиме начался в конце VIII века до нашей эры и продолжался до его разрушения вавилонянами в 586 году до нашей эры.

## Критика
В июльско-августовском номере журнала Biblical Archaeology Review за 2014 год вышли две рецензии на книгу Исраэля Финкельштейна «Забытое царство» (The Forgotten Kingdom: The Archaeology and History of Northern Israel). В предисловии редактора отмечается, что первоначально книга была отправлена на рецензию известному археологу Уильяму Диверу. Однако, получив отрицательную рецензию Дивера, редактор посчитал необходимым удостовериться в справедливости его аргументов и привлёк ещё одного рецензента, проф. Аарона Бёрке, который так же подверг критике книгу Исраэля Финкельштейна.

Ульям Дивер в своей рецензии среди прочего отметил следующее:
Эта книга так прекрасно и умно написана, так полна драматизма, что даже мне — специалисту, — не сразу удалось разглядеть её суть. 
Уильям Дивер подверг критике реконструкцию Финкельштейна древнеизраильского «святилища» в Шило (которое он раскопал). Финкельштейн предполагает на основании библейской «культурной памяти» важность этого святилища в период формирования Израильского царства, но при этом он не обнаружил никаких археологических свидетельств (вопреки тому, что утверждалось в его отчёте о раскопках в Шило). Все имеющиеся у Финкельшейна доказательства наличия в Шило святилища косвенные, и он сам это признаёт. Он слишком вольно интерпретирует данные раскопок и слишком уверенно обращается к библейской традиции, если она помогает ему достичь цели. Так, что касается свидетельств о разрушении Шило около 1050 г. до н. э. филистимлянами, Финкельштейн ссылается не на археологические данные, а лишь на пророка Иеремию 7:12—14; 26:6—9, который, по его же собственному замечанию, скорее говорит о разрушении Шило ассирийцами в конце VIII в. до н. э. (но это невозможно и тогда, поскольку это место было заброшено). 

В завершении своей рецензии Дивер резюмировал:
В этой книге Финкельштейн не «открыл потерянное царство», он изобрел это. Внимательный читатель, тем не менее, улучшит кое-какие представления об Израиле — Израиле Финкельштейне.
Аналогичное мнение о книге высказал и второй рецензент, проф. Бёрке:
Книга изобилует умозрительными реконструкциями, которые зависят от ряда предположений о хронологии и библейской истории, которые не могут быть подтверждены. Таким образом, его книге не хватает сформулированной методологии. Его попытка объединить изучение библейских текстов с археологией только показывает, насколько трудным является такое предприятие, и, в основном, насколько неопределенными будут результаты. Прежде всего, это напоминает нам о том, что мы должны придерживаться более беспристрастного подхода к применению приближений и допущений, которые мы делаем при попытках исторических реконструкций библейских периодов.